# Origny-Sainte-Benoite
 Origny-Sainte-Benoite  là một xã ở tỉnh Aisne, vùng Hauts-de-France thuộc miền bắc nước Pháp.